# Magali Pineda Antonia Tehada
Magali Pineda Antonia Tehada (1943 – 29 Mart 2016) je bila Dominikanska feministkinja. Ona je bila žena od Rafael "Fafa" Taverasa, vodećeg člana Moderne Revolucionarne Partije (PRM) i član Revolucionarnog Pokreta.
Magali je uključena u feminizam 1970-tih godina.
Njen rad na polju edukacije doneo je nagradu Jednakosti i Tehnologiju za rodnu ravnopravnost (GEM-TECH) u 2014.
Magali je preminula 29-tog Marta 2016, sa 73 godine.
U Dominikanskoj Republici, njenoj rodnoj zemlji, vodi se kao "majka feminizma".